# Giovan Battista Aleotti

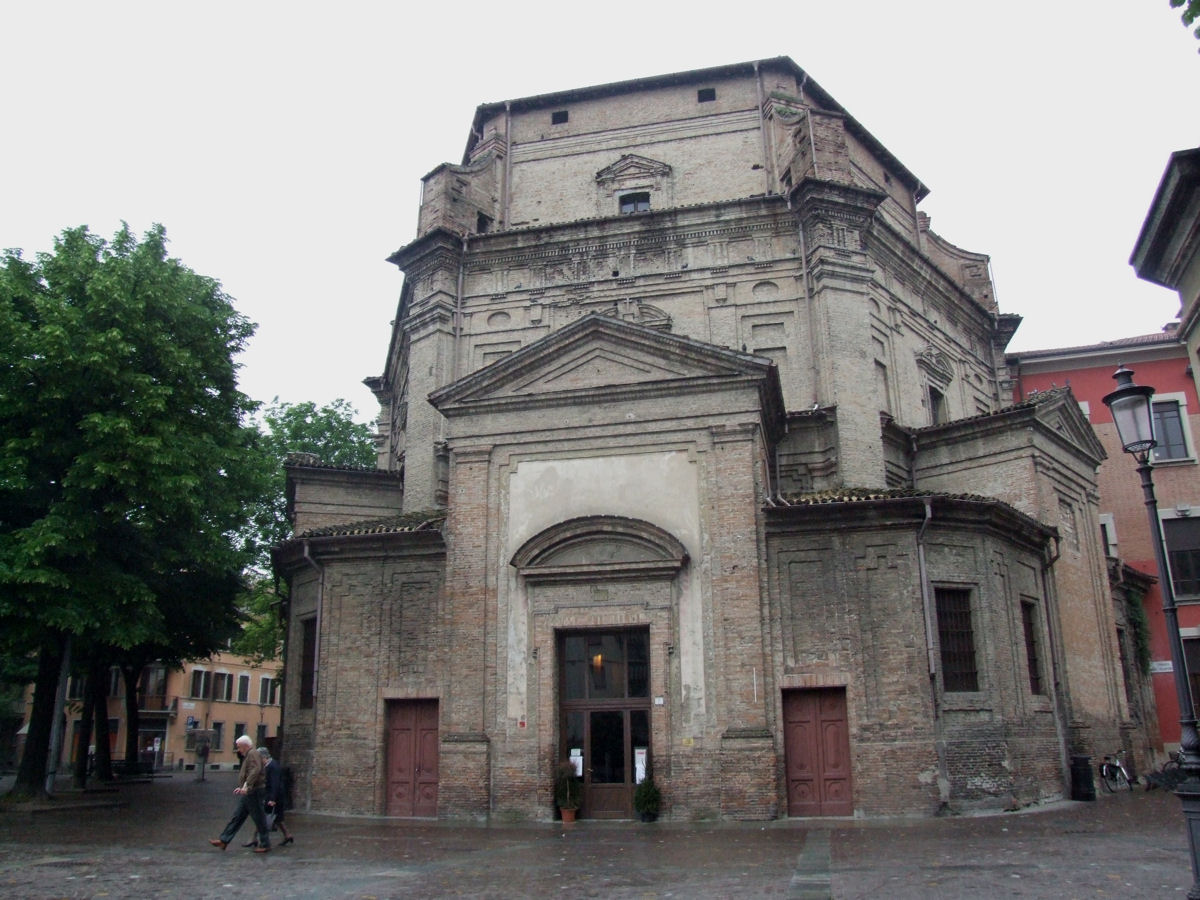
Santa Maria del Quartiere, obra d'Aleotti

Giovan Battista Aleotti (1546 - 12 de desembre de 1636) va ser un arquitecte italià.
Aleotti va néixer a Argenta, Itàlia. Va acabar, amb l'ajuda del seu alumne Giovan Battista Magnani, els plànols de l'església bolonyesa de Santa Maria del Quartiere. Durant alguns anys va anar a Ferrara, per treballar amb Alfons II d'Este, duc de Ferrara, on juntament amb Alessandro Balbi va dissenyar la façana de la Universitat el 1610. Va donar una nova façana a la Rocca Scandiano, la casa de la família Boiardo. També és conegut pel disseny del Teatro Farnese, a Parma (1618-1628).
Va ser pare de Raffaella Aleotti, monja compositora, i de Vittoria Aleotti, també monja compositora.